# Jovti Vodî
Jovti Vodî (în ucraineană Жовті Води) este orașul raional de reședință al raionului Jovti Vodî din orașul regional Jovti Vodî, regiunea Dnipropetrovsk, Ucraina. În afara localității principale, nu cuprinde și alte sate.

## Demografie
Componența lingvistică a orașului Jovti Vodî
     Ucraineană (76,89%)
     Rusă (21,06%)
     Alte limbi (0,17%)
Conform recensământului din 2001, majoritatea populației orașului Jovti Vodî era vorbitoare de ucraineană (76,89%), existând în minoritate și vorbitori de rusă (21,06%).